# Lúcio Fúrio Purpúreo
Lúcio Fúrio Purpúreo (em latim: Lucius Furius Purpureo) foi um político da gente Fúria da República Romana eleito cônsul em 196 a.C. com Marco Cláudio Marcelo.

## Segunda Guerra Púnica
Purpúreo liderou a pequena guarnição em Numistro para Marco Cláudio Marcelo depois da Batalha de Numistro, em 210 a.C., mas, fora isto, teve pouco envolvimento nas campanhas contra os cartagineses.

## Pretor (201 a.C.) e legado (200 a.C.)

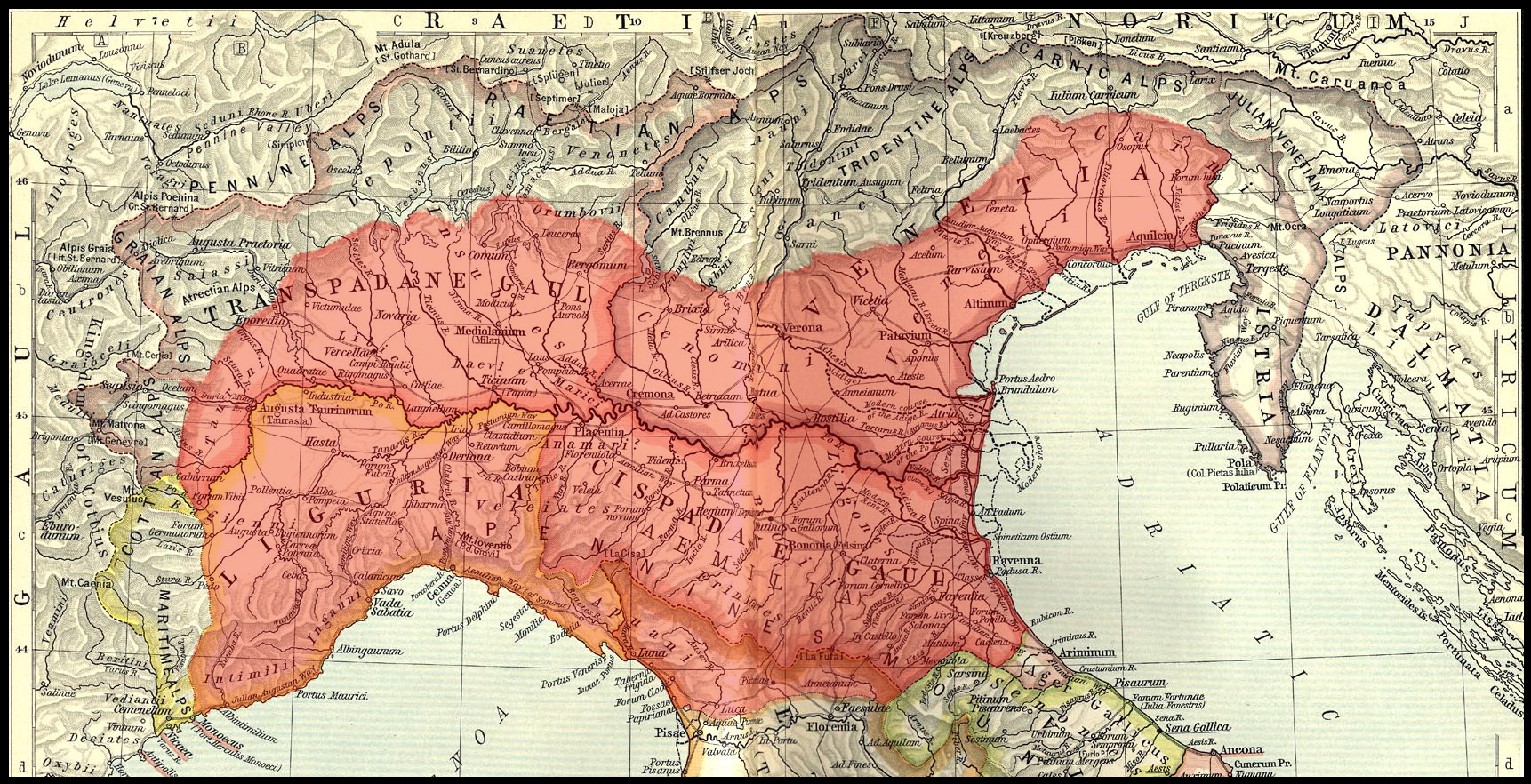
Gália Cisalpina.

Em 201 a.C., era um dos pretores que decidiram a eleição de 201 a.C.. Com seus dois colegas, escolheu Caio Aurélio Cota e Públio Sulpício Galba Máximo como cônsules para 200 a.C.. Ainda em Roma, Purpúreo, Cneu Sérgio Planco, Quinto Fúlvio Gilão e Quinto Minúcio Rufo sortearam qual província cada um governaria como propretores no ano seguinte. Planco foi escolhido como pretor urbano de Roma, Gilão recebeu a Sicília, Rufo ficou com Brúcio e Púrpureo, a Gália Cisalpina.
Logo depois de chegar à Gália, Galba Máximo declarou guerra ao Reino da Macedônia e entregou a Purpúreo 5 000 soldados para que ele defendesse sua província contra invasões bárbaras, oficialmente designada ao cônsul Aurélio Cota. Porém, este contingente era insuficiente para defender a província dos grandes exércitos de ínsubres, canomanos e boios, que estavam sendo liderados por um general de origem cartaginesa chamado Amílcar, cujo número de tropas combinado chegava a 40 000. Ao saber da invasão, Purpúreo escreveu ao Senado pedindo mais tropas, que respondeu enviando as legiões da Etrúria e ordenando que Purpúreo utilizasse suas próprias tropas para libertar as cidades cercadas na região antes que elas chegassem. Na Batalha de Cremona, derrotou decisivamente os gauleses, que conseguiram salvar apenas 6 000 soldados; todos os demais ou foram mortos em combate ou foram aprisionados. Além disto, foram capturadas 200 carroças, mais de 70 insígnias militares e libertados cerca de 2 000 prisioneiros romanos capturados em Placência. Esta vitória valeu a Purpúreo um triunfo, apesar de Caio Aurélio Cota ter sido o cônsul oficial naquele ano. Furioso, ele tratou de arrasar o território inimigo, acumulando uma grande riqueza. Amílcar logo foi convocado a Cartago por violar os termos do tratado que encerrou a Segunda Guerra Púnica.
No ano seguinte, Purpúreo foi um legado de Galba Máximo em suas tratativas com a Macedônia e seus embaixadores, mas sem resultados concretos, depois que os macedônios tentara convencer a Liga Etólia a abandonar a aliança com Roma.

## Consulado (196 a.C.)
Em 196 a.C., Purpúreo foi eleito cônsul com Marco Cláudio Marcelo. Depois de resolverem alguns assuntos domésticos, os dois cônsules marcharam até o território dos boios, onde, depois de arrasarem tudo no caminho até a cidade de Falsina, conseguiram sua submissão completa. Quando voltaram a Roma, Purpúreo recebeu permissão para celebrar um triunfo por sua vitória.

## Anos finais
É conhecido por ter ordenado a construção de três templos em homenagem a Júpiter por suas vitórias contra os gauleses: um inaugurado em 194 a.C. e os outros dois, em 192 a.C.. Depois da vitória de Cipião Asiático contra Antíoco III, o Grande, da Síria selêucida, Purpúreo foi um dos dez embaixadores enviados à Ásia para firmar um tratado de paz e determinar as novas fronteiras. Ele apareceu novamente nas fontes em 187 a.C. como um dos mais obstinados adversários de Cneu Mânlio Vulsão, acusando-o de ameaçar a paz com Antíoco. Em 184 a.C., concorreu à censura, mas foram eleitos Marco Pórcio Catão e Lúcio Valério Flaco. No ano seguinte, foi enviado pelo Senado como legado a algumas tribos da Gália Cisalpina.